# バイエルン人
バイエルン人（バイエルンじん、羅: Bavarii、独: Bajuwaren、バイエルン・オーストリア語: Bajuwarn）は、南ドイツのバイエルン地方とオーストリア（オーストリア人）の大部分のほか、中欧から南欧に居住する民族。バヴァリア人（ババリア人）、バユワル人、バユバール人、バユヴァール人とも呼ばれる。

## 民族の形成
バイエルン人は系統が定かではない民族とされ、古代のゲルマニアにおいて、ケルト系のボイイ人とスエビ人の流れを汲むマルコマンニ人のグループが融合して成立したと考えられている。彼らはローマ帝国との間で戦いと和平を繰り返したが、パンノニア戦争によってマルコマンニ人が最終的な敗北を喫すると、現在のハンガリー地方に定住するようになる。ローマの支配下へと収まったバイエルン人は前身であるボイイ人の属するケルト諸族や、敗れたマルコマンニ人がそうであったように、少しずつラテン人化されていった。

## 歴史
ローマ帝国の支配下に置かれていた時代のバイエルン人、後にその名を冠する事になるバイエルン地方ともまだ無縁であった。しかし徐々に南ドイツ一帯に影響力を行使するようになり、中世から近世にかけてはオーストリア帝国や神聖ローマ帝国の主導的な勢力として、近現代はバイエルン地方の主要民族として歴史上、重要な勢力となった。

現代ドイツのバイエルン自由州。南ドイツの多くを占める。

### ノリクム征服
バイエルン地方は、古代においては他の南ドイツ地域と共にローマ帝国の占領下にあった。そもそもこの地域はゲルマン系勢力の影響下にはなく、バイエルンもケルト系のノリクム王国により治められていたが、紀元前16年にイリュリクム総督プブリウス・シリウスにより滅ぼされ属州ノリクムとして併合された。地理的に本土から近かったノリクムには多くのイタリアの住民が入植しラテン化が進められていった。
数百年の長きにわたってローマの統治を受けたノリクムであったが、帝国の東西分裂や西ローマの崩壊などで混乱の時代を迎える。東方からフン族やアヴァールなどの遊牧民族がヨーロッパに侵入した影響による動乱期のノリクムに、スカンジナビア半島やユトラント半島から南下したゲルマン人によるゲルマン人の大移動に乗じて肥沃な大地を目指して西進を開始したバイエルン人が入り込んだのである。元よりラテン系やケルト系と深い繋がりを持つバイエルン人は無理なくノリクムへの定住に成功し、その地は彼らの名を取って「バイエルン」と呼ばれるようになった。ゲルマン系のランゴバルド人やゴート人などの民族や、スエビ系諸族や東方からのテュルク系ブルガール人ら異民族がイタリアやガリアに積極的な領土欲を見せる中、バイエルン人は得た土地を守る事に腐心した。

### 領邦国家の確立

ヴィッテルスバッハ家の白銀のフュージリー（地）に青のロズンジ（菱）をベンドワイズ（斜め）に並べた紋章はいまのバイエルン州の紋章やバイエルン・ミュンヘンのロゴ、BMWのロゴなどドイツ・バイエルンのアイコンである。

ローマ崩壊後の混乱が一段落し、欧州の覇権を多民族の連合体であるフランク人が握ると、彼らが打ち立てたフランク王国はその支配を確立すべく各地へ軍を送った。バイエルンも例外ではなく、バイエルン人の豪族達は似たような立場にあったサクソン人らと共にフランク王国軍に頑強な抵抗を見せたが、カロリング朝の代になって遂に屈服した。とはいえ地方分権を軸としたフランク王国の統治においてバイエルン人は一定の独立を認められ、その王はバイエルン大公に封ぜられた。だが独立心旺盛なバイエルン人はこれに納得せず、イタリアの領有をフランク人と争っていたロンゴバルド人と同盟を結ぶなど反フランク的な姿勢を崩さなかったので、カール大帝によって時の大公タシロ3世が追放されバイエルン大公家が滅ぼされるという厳しい弾圧が行われた。
その後、バイエルン地方は新たに別のフランク貴族に封土として与えられ、バイエルン人の特権的地位は剥奪されたかに見えた。しかし多民族共生を基調とするフランク王国は中央集権化の一方で部族法典を制定し、各支配民族の自治権を改めて認めた。これにより政治的独立を保障されたバイエルン人は次第に王国内での発言権を増す方向へと志向を変え、そうした流れから東方への殖民活動を活発化させ「オストマルク」へと領域を広げた。このオストマルクこそが後のオーストリア地方であり、バイエルン人が南ドイツで支配的な民族となる重要な契機となった。
フランク王国が崩壊すると、後裔国家の一つとしてゲルマニア地方を継承した東フランク王国はレーゲンスブルクを首都に据えたので、バイエルン地方は王国の中心地として大いに栄えた。しかし東フランク王国のそのものはフランク人貴族が主導しており、またそれ故にフランク王国の再建に固執し外征を繰り返した為、地方の統制が緩んでむしろバイエルン人の政治的独立が進んだ。フランク人の王家が断絶すると程無く多民族の共同体であったフランク人の結束は崩れ、周辺民族に吸収されて消滅する。フランク亡き後の王国はかつての支配民族の合議によって運営され、フランケン人の大公コンラートが王に選ばれ、次いでサクソン人の大公が王とされた。これに不満を持ったバイエルン人は自分達の君主である大公アルノルフを候補に立てるが、敢え無く失敗に終わってしまう。これ以降、神聖ローマ帝国と名を改めた王国の中で常にバイエルンは冷遇される立場に追い込まれ、不遇の日々を送る事になる。

### 帝位世襲と南北対立

ヴェストファーレン条約後のドイツ地方。大国はもちろん、都市国家規模の自由都市や小国までもが独立国としての権威を獲得した。

神聖ローマはザクセン王朝の元で中央集権が図られたが、今度もまたローマを再建せんとして行われたイタリア政策の失敗で威信を失い頓挫した。大空位時代を経て選帝侯による選挙王制が確立されると、次第にオーストリアの領主であったハプスブルク家が力を持ち始め、近世には殆ど帝位を世襲する様になった。これによってドイツの経済的・政治的中心が中南部地方に集まり、バイエルン人に自分たちこそがドイツ人の代表を名乗るに相応しい存在だという自尊心を与えた。それは裏を返せばゲルマン系である古代ザクセン人の系譜を強く引継ぎ、ハンザ同盟を通じての北欧やイギリスとの文化的交流などによって中南部ドイツとは異なる文化や言語（低ザクセン語）を有していた北ドイツ諸侯との対立も意味していた。この構図は後のドイツ統一から今日に至るまで、ドイツ地方の民族問題に深く根差している。
南北ドイツの対立は宗教改革の時代に入ると、イタリア地方に近い南ドイツがカトリックを堅持したのに対し、北ドイツはルターを保護してプロテスタントに帰依した事で一層に高まった（ドイツ農民戦争以前は南ドイツもルター派の影響を受けていたが、農民戦争以後はルターへの失望と反感からカトリックが主流となった）。以前からの権力闘争と文化的対立、そして各地の民族紛争が結びついた結果が三十年戦争であり、この大戦争でドイツ地方は廃墟と化し、人口は激減し、曲りなりにも国家連合として機能していた帝国は事実上解体された。ヴェストファーレン条約において帝国の諸勢力は独立国同様の権限が与えられた為、ドイツは無数の小国に分けられたと言って過言ではない。そして、その中にバイエルン公国やオーストリア大公国などバイエルン民族が占める国家、後にドイツ統一を争う事になる北方のプロイセン公国が存在していた。

### 「ドイツ民族」の台頭

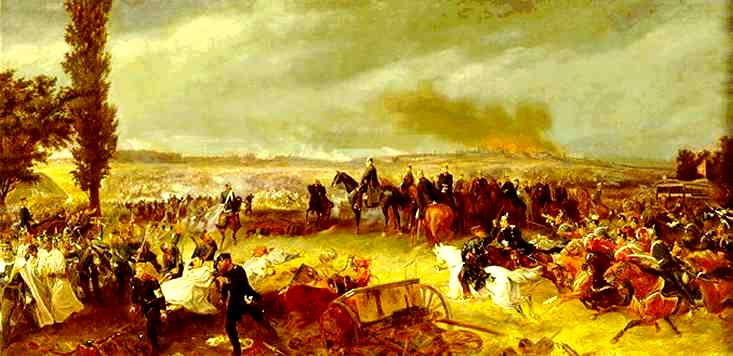
ケーニヒグレーツの戦い

ナポレオン戦争で完全に神聖ローマ帝国が滅ぼされた後、幾つかの戦いを経てドイツ諸国はバルト・ドイツ人やスラヴ人からなるプロイセン王国と、バイエルン人のオーストリア帝国という二大国に集約されつつあった。ナポレオン戦争で破壊された欧州の秩序を戦争前へ戻そうとする諸国の思惑（ウィーン体制）は、国家連合としての神聖ローマ帝国を模したドイツ同盟の結成という結果を生んだ。だが同盟の中でもドイツ民族というドイツを統合する民族概念を掲げて単一国家による地域統一を望むプロイセン王国と、領邦国家という枠組みと地方文化を重んじるオーストリアの隔たりは大きく、両者の対立は絶えなかった。
オーストリアはウィーン体制護持を望む周辺国の支援や、同盟の主要加盟国（バイエルン王国・ザクセン王国・ヴュルテンベルク王国・ヘッセン選帝侯国）の支援を受けてプロイセンの野心を封じ込めようとしたが、1848年革命の勃発やロシアとの対立、イタリア統一戦争での軍事的敗北によってその勢いは殺がれていった。そして普墺戦争で反ドイツ同盟側に立った北ドイツの小国を率いるプロイセンに、オーストリア・バイエルン・ザクセン・ヴュルテンベルク・ヘッセンの五大国は惨敗を喫した。ドイツ同盟は解散され、北ドイツ諸国はプロイセンに征服されるか隷属下に置かれた（北ドイツ連邦）。
それでもバイエルンとオーストリアは共に独立国家としての命脈を保っていたが、普仏戦争での勝利でドイツ民族主義が高揚すると最終的にオーストリア以外の南ドイツ諸国も北ドイツ連邦へ合流し、小ドイツ主義に基づいたドイツ統一が果たされた。残されたオーストリアは多民族国家として進む事を決意し、オーストリア＝ハンガリー二重帝国として新たな出発をした。